# Pseudocercospora atromarginalis
Pseudocercospora atromarginalis är en svampart som först beskrevs av George Francis Atkinson, och fick sitt nu gällande namn av Deighton 1976. Pseudocercospora atromarginalis ingår i släktet Pseudocercospora och familjen Mycosphaerellaceae.   Inga underarter finns listade i Catalogue of Life.